# Baalshamin

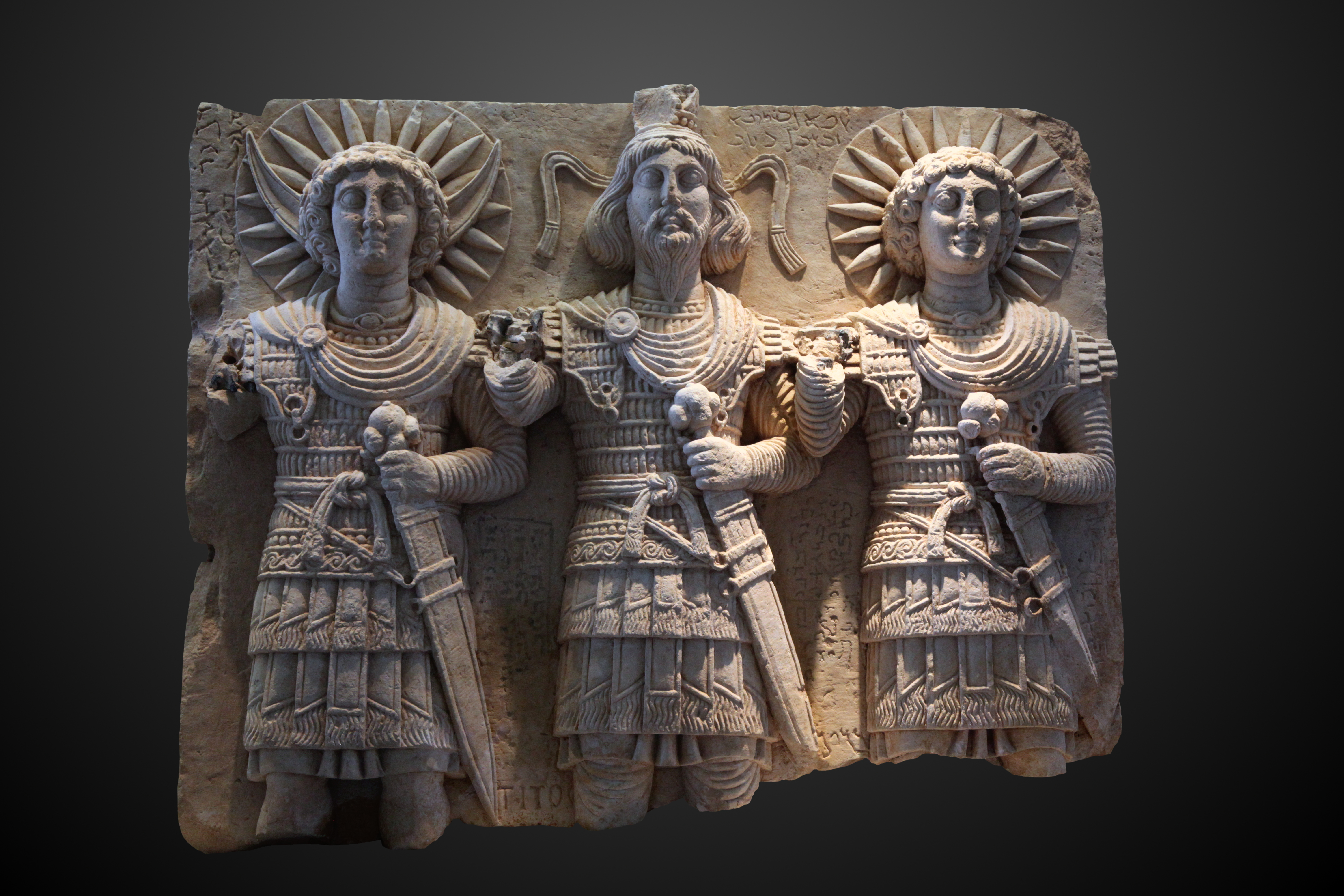
Triade palmirena, Baalshamin, padrone del cielo tra il dio Luna Agli-Bol e il dio Sole Malakbel, I secolo, Museo del Louvre.

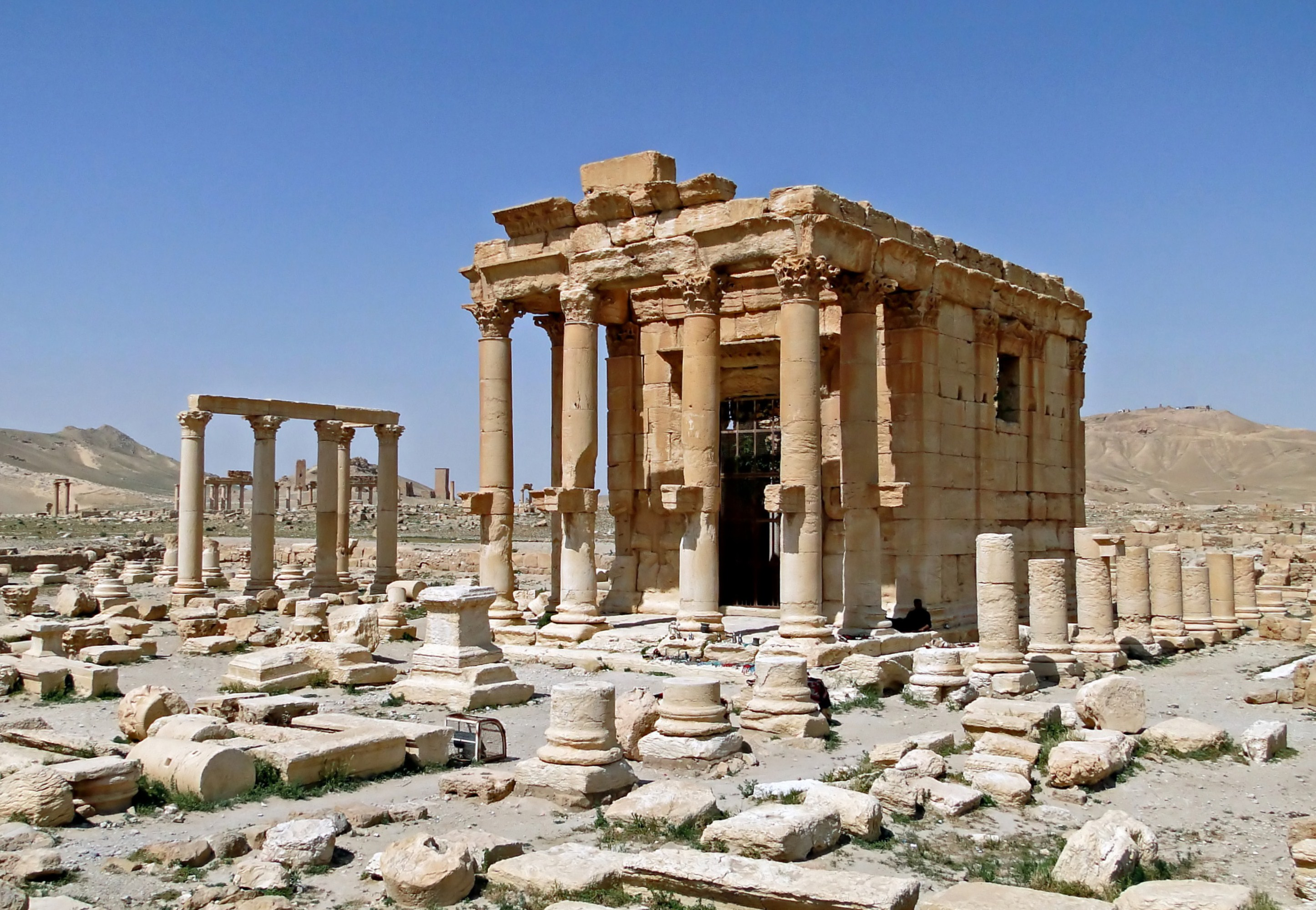
Tempio di Baalshamin a Palmira prima della distruzione.

Baalshamin (o Baal Shamen in aramaico) è il dio del cielo fenicio, principale divinità della maggior parte dei popoli semitici che occupano l'est  Mediterraneo, e venerato anche in Egitto e nell'antica Roma. Baalshamin è il re degli dei, dopo aver conquistato il regno di un altro dio, Yam, il dio dei mari.
Egli è il principe e padrone della terra, della pioggia e della rugiada, che ha combattuto contro Mot, dio della morte, della sterilità e della siccità. Come risultato di questa lotta, seguì un ciclo di sette anni di fertilità e abbondanza o di siccità e carestia. Nel corso del tempo, Baalshamin (nome originale in pahlavi arsacide) è sempre più visto come la proiezione in terra del dio Mitra, molto popolare nelle legioni romane.

## Palmira
Il tempio di Ba’al-Shamin a Palmira fu eretto nell'anno 17 e venne ampliato e abbellito dall'imperatore romano Adriano nel 130 e ancora ampliato sotto il regno del principe di Palmira, Settimio Odenato. Un portico che conduce alla cella presenta delle notevoli vestigia. Questo tempio, scoperto dall'archeologo francese Robert du Mesnil du Buisson, è stato distrutto dalle milizie dello Stato Islamico il 23 agosto 2015. Irina Bokova, direttrice generale dell'UNESCO ha dichiarato dopo la sua distruzione che "malgrado gli ostacoli e il fanatismo, la creatività umana prevarrà, l'edificio e il sito verranno ricostruiti appena possibile".